# Departure
Departure – debiutancki album piosenkarza R&B i producenta muzycznego Taio Cruza wydany 17 marca 2008 roku. Album zajął 17. miejsce w Wielkiej Brytanii i sprzedano 27,500 kopii jak dotąd.
Album wyprodukował sam wykonawca przez wytwórnię Island Records i Republic Records, wyprodukowany jest w stylach R&B, pop, hip-hop i dance.

## Single
Singiel I Just Wanna Know został wydany 6 listopada 2006 roku. Drugim singlem jest utwór Movin’ On wydany 10 września 2007 roku, zaś trzeci Come On Girl 3 marca 2008. Utwór ten zajmował najwyższe pozycje na listach ze wszystkich wydanych singli jak dotąd. I Can Be jest czwartym singlem wydanym 26 maja 2008, a piątym był She’s Like A Star, którego premiera odbyła się 11 sierpnia 2008 roku. 10 listopada został wydany po raz drugi singel I Just Wanna Know.

## Lista utworów
1. I’ll Never Love Again
2. I Just Wanna Know
3. I Can Be
4. I Don’t Wanna Fall In Love
5. So Cold
6. Fly Away
7. Driving Me Crazy
8. Movin’ On
9. Come On Girl
10. Never Gonna Get Us
11. She’s Like A Star
12. Can’t Say Go
13. Your Game (iTunes bonus track)